# Jane Kennedy (femme politique)
Pour les articles homonymes, voir Jane Kennedy.
Jane Elizabeth Kennedy (née Hodgson ; le 4 mai 1958) est une femme politique britannique indépendante (ancienne  travailliste) et la première commissaire à la police et au crime du Merseyside. Elle est député travailliste de Liverpool Broadgreen de 1992 à 1997 et de Liverpool Wavertree de 1997 à 2010.
Ancien membre du gouvernement, le 8 juin 2009, elle est revenue à l'arrière-ban en quittant ses fonctions de ministre d'État à l'agriculture et à l'environnement au Département de l'environnement, de l'alimentation et des affaires rurales.
Elle quitte le Parti travailliste au début de 2019 après la démission de la députée de Luciana Berger et l'annonce de la réadmission de Derek Hatton au parti.

## Jeunesse
Elle est née à Whitehaven, Cumberland, et fréquente la Haughton Comprehensive School (qui fait maintenant partie du Education Village) sur Rockwell Avenue à Haughton Le Skerne, puis Queen Elizabeth Sixth Form College à Darlington. Elle étudie la chimie à l'Université de Liverpool de 1976 à 1978, mais n'obtient pas son diplôme, décidant de se marier et de s'installer avec sa famille à Liverpool. Elle travaille dans la protection sociale pour le conseil municipal de Liverpool de 1979 à 1988 et en 1988, elle devient organisatrice de zone pour le Syndicat national des employés publics (NUPE) jusqu'en 1992. À Liverpool, elle est active pour mettre fin à l'infiltration du groupe militant du Parti travailliste de Liverpool.

## Carrière politique
Elle est élue députée aux élections générales de 1992, dans la circonscription de Liverpool Broadgreen. Elle est membre du comité restreint de la sécurité sociale de 1992 à 1994 et, en 1995, elle est nommée whip travailliste.
Sa circonscription est redécoupée pour les élections générales de 1997, mais elle est réélue pour la nouvelle circonscription de Liverpool Wavertree. Après la victoire du Labour aux élections de 1997, elle est whip adjoint du gouvernement jusqu'en 1998 et whip du gouvernement jusqu'en 1999, siégeant au comité restreint de l'administration de la Chambre des communes de 1997 à 1999.
Le 9 novembre 2009, elle annonce qu'elle se retirerait aux élections générales de 2010 et le Parti travailliste de Wavertree choisit Luciana Berger comme candidate pour lui succéder.
Kennedy est nommée ministre junior dans le département du Lord Chancelier de 1999 à 2001, date à laquelle elle est devenue ministre d'État au ministère de l'Irlande du Nord, chargée de la sécurité et du système judiciaire. Après la suspension de l'Assemblée d'Irlande du Nord en octobre 2002, elle est également devenue responsable de l'éducation et de l'emploi dans la province. En 2003, elle a été nommée conseillère privée.
Elle est transférée au ministère du Travail et des Pensions en 2004, puis au ministère de la Santé après les élections générales de 2005, demeurant ministre d'État. Elle quitte le gouvernement le 5 mai 2006 lors d'un vaste remaniement. Les journalistes pensaient initialement qu'elle avait été renvoyée; cependant, elle a dit par la suite qu'elle avait profité de l'occasion pour démissionner du gouvernement du fait de ses inquiétudes concernant l'impact des politiques gouvernementales sur le Service national de santé.
Dans le premier gouvernement de Gordon Brown, elle est nommée secrétaire financier du Trésor, devenant le troisième ministre du Trésor, assumant les responsabilités ministérielles de l'ancien Paymaster General, Dawn Primarolo. Le 5 octobre 2008, elle est promue ministre d'État au ministère de l'Environnement, de l'Alimentation et des Affaires rurales avec le portefeuille de l'agriculture et de l'environnement. Elle démissionne de ce poste en juin 2009 pour protester contre le leadership de Gordon Brown.
Kennedy est élue au poste de commissaire de police et de crime de Merseyside le 15 novembre 2012 et réélue en 2016.

## Vie privée
Jane épouse Malcolm Kennedy en 1977 à Knowsley ; ils divorcent en 1998. Ils ont deux fils, Robert (né en 1978) et Alan (né en 1983). Elle vit actuellement avec son compagnon Peter Dowling.